# JNNニュースコープ
『JNNニュースコープ』（ジェイエヌエヌ - 、通称：ニュースコープ）は、TBS（JNN）系列にて1962年（昭和37年）10月1日から1990年（平成2年）4月1日まで、27年半の長期に渡って放送された夕方の報道番組である。日本初の本格的キャスターニュースショーとしても知られている。当初はモノクロ放送・モノラル放送だったが、映像はTBSがニュース番組及び報道取材のカラー化を始めた1968年9月30日からカラー放送となり、音声はTBSが音声多重放送（当時は実用化試験放送）を開始した1978年11月20日から2か国語放送となっている。
タイトルはニュース（NEWS）とスコープ（Scope）を絡ませた造語 であり、その日の注目ニュースを望遠鏡や顕微鏡などのスコープのように鋭く、わかりやすく注目するということで名づけられた。
なお、国内の民放ネットワークによるニュース番組で、かつ同一タイトルの夕方のニュース番組としては最長記録を誇っている。

## 番組概要
1962年は、日本のテレビ受像機の普及が民放開局時の1万7000台から、1000万台に乗った記念すべき年だった。と同時に、各局とも当時の娯楽番組が行きつくところまできた、という思いから、報道番組に力を入れる気運が盛り上がってきた。TBSはこの年に報道部を報道局に昇格させ、日本テレビも報道番組を突破口に全日放送を目指し始めていた。そんな時代背景のなかから、TBSの営業、編成、報道各局の中心人物で、"一直二博"と言われた諏訪博（のち社長）、橋本博、大森直道（のち常務）らが、アメリカCBSのウォルター・クロンカイトのニュース番組などを参考に、「日本にもキャスターを導入しよう」と基本構想を立て、当時ニュース課長だった宿谷礼一と太田浩（のち東通社長）らに準備を命じて生まれた番組である。
それまでは、朝、昼、夜に5～10分程度で、番組の穴埋め的な存在でしかなかったニュースを、月～土曜の夕方6時半から約30分にのばし、ニュース解説、政治や経済など映像になりにくい素材、生中継もふんだんに取り上げてスタジオ・ニュースを流すというのが、宿谷、太田らの考えで、キャスター起用の他にも大型映写装置・アイドホール（今のプロジェクターにあたるもの）をスタジオに設置した。
1978年11月20日の放送分から一部系列局を除いて月～金曜日に副音声で英語同時通訳が放送されたが、これはTBSテレビにおける初の音声多重放送だった。これ以降、JNNの月～金曜夕方のニュースは、2009年12月まで2か国語放送が実施されるが、音声多重放送の導入時期により、系列局では導入の有無や導入時期が異なる。
開始当初、地方系列局はいまだ未整備であり、正規のニュース系列がANN単独加盟であった時代の青森テレビ に対しては、JNN協定には当てはめず、特例措置により開局当初からJNNのニュース取材・配信への参加も正式な加盟局に準ずる形で認めた上、この番組に関しては、名目上番組販売扱いでのネットを実施していた。

### 放送時間拡大
1984年（昭和59年）10月から放送時間を50分に拡大し、番組初の女性キャスターとして局アナの吉川美代子も起用され、特集とスポーツコーナーも設置。お天気キャスター とスポーツキャスターも配した。TBS・JNNでは、18時からのローカルニュース『テレポートTBS6』と合わせて『ゴールデン80分ニュース』と銘打ち、80分のニュース枠が確保されることになり、番組終了後の19:20からは『Quiz Hour7:20』と触れ込み、既存のクイズ番組をルール改正や一部番組は枠移動させた上で40分に拡大し、月～木曜日までの帯で配置した。この大改編は暫く一定したものの、結局、1987年（昭和62年）10月5日から『ニュース22プライムタイム』開始の影響で月～金曜の放送時間は19:00までに短縮された。当時の天気コーナーは日本気象協会の職員が担当していたが、この放送時間短縮時に当時同協会に所属していた森田正光が天気キャスターとして夕方ニュース枠に初登場した。以後、番組タイトルやメインキャスターの変更を経ながら現在の『Nスタ』に至るまで同局夕方のニュースで天気予報を伝え続けている（2009年4月から9月の半年間を除く）。

### 終了
1990年（平成2年）3月30日の放送を最後に終了し、4月からローカルニュース『テレポートTBS6』（最終年度は『テレポート6』）と統合し『JNNニュースの森』に移行した。

## メインキャスター
初代メインキャスターは共同通信社で文化部長などを歴任。話が上手でマスクも人柄も柔和な印象を与える田英夫と、読売新聞社で政治部歴が長く、政局に明るい点が買われ、戸川猪佐武を起用した。それ以降は古谷綱正（毎日新聞社 論説委員）、入江徳郎（朝日新聞社 論説委員「天声人語」担当）、浅野輔（翻訳家）、田畑光永（TBS記者）、平本和生（同。後に、TBSHD専務）と報道の第一線をリードしてきたジャーナリストがキャスターを務めた。田は5年半、古谷は16年間、入江は12年間担当。ニュースを一方的に伝えるのではなく、そのニュースの背景や自らの主張を視聴者に語りかけるような感じでの伝え方と分かり易い解説が受けて、お茶の間の人気を集め、当番組を長年に渡って支えた。
田は北ベトナム報道などの影響で番組を降板するが、その理由については一言も触れず、いつもなら、「皆さん、それではまたあした」と言うところを、「それでは皆さん、さようなら」と一言変えることだけで万感の思いを込めた。古谷はエンディングで「それでは、きょうはこんなところです」と必ず挨拶することで「こってすのおじさん」として視聴者に親しまれた。

## 出演者
| 期間 | 期間      | 平日             | 平日             | 平日             | 平日             | 平日             | 平日           | 平日          | 平日               | 休日             | 休日             | 休日        |
| 期間 | 期間      | メインキャスター | メインキャスター | メインキャスター | メインキャスター | メインキャスター | 女性キャスター | スポーツ      | お天気             | メインキャスター | メインキャスター | スポーツ    |
| 期間 | 期間      | 月曜日           | 火曜日           | 水曜日           | 木曜日           | 金曜日           | 女性キャスター | スポーツ      | お天気             | 土曜日           | 日曜日           | スポーツ    |
| --- | --------- | ---------------- | ---------------- | ---------------- | ---------------- | ---------------- | -------------- | ------------- | ------------------ | ---------------- | ---------------- | ----------- |
| 1962.10.1 | 1964.3.28 | 田英夫☆          | 田英夫☆          | 田英夫☆          | 戸川猪佐武       | 戸川猪佐武       | なし           | なし          | なし               | 戸川猪佐武       | （放送なし）     | なし        |
| 1964.3.30 | 1965.3.27 | 田英夫☆          | 田英夫☆          | 古谷綱正         | 古谷綱正         | 藤原弘達         | なし           | なし          | なし               | 藤原弘達         | （放送なし）     | なし        |
| 1965.3.29 | 1968.3.31 | 田英夫☆          | 田英夫☆          | 古谷綱正         | 古谷綱正         | 藤原弘達         | なし           | なし          | なし               | 藤原弘達         | 藤原弘達         | なし        |
| 1968.4.1 | 1968.9.29 | 古谷綱正         | 古谷綱正         | 古谷綱正         | 古谷綱正         | 藤原弘達         | なし           | なし          | なし               | 藤原弘達         | 藤原弘達         | なし        |
| 1968.9.30 | 1969.9.28 | 古谷綱正         | 古谷綱正         | 古谷綱正         | 古谷綱正         | 近江正俊☆        | なし           | なし          | なし               | 近江正俊☆        | 近江正俊☆        | なし        |
| 1969.9.29 | 1977.4.3  | 古谷綱正         | 古谷綱正         | 古谷綱正         | 入江徳郎         | 入江徳郎         | なし           | なし          | なし               | 近江正俊☆        | 近江正俊☆        | なし        |
| 1977.4.4 | 1981.3.29 | 古谷綱正         | 古谷綱正         | 古谷綱正         | 浅野輔           | 浅野輔           | なし           | なし          | なし               | 入江徳郎         | 入江徳郎         | なし        |
| 1981.3.30 | 1983.10.2 | 新堀俊明☆        | 新堀俊明☆        | 新堀俊明☆        | 浅野輔           | 浅野輔           | なし           | なし          | なし               | 入江徳郎         | 入江徳郎         | なし        |
| 1983.10.3 | 1984.10.7 | 新堀俊明☆        | 新堀俊明☆        | 新堀俊明☆        | 新堀俊明☆        | 浅野輔           | なし           | なし          | なし               | 浅野輔           | 浅野輔           | なし        |
| 1984.10.8 | 1987.10.4 | 田畑光永☆        | 田畑光永☆        | 田畑光永☆        | 田畑光永☆        | 田畑光永☆        | 吉川美代子☆    | 松下賢次☆など | 浅野芳             | 浅野輔           | 浅野輔           | 多田護☆など |
| 1987.10.5 | 1988.10.2 | 田畑光永☆        | 田畑光永☆        | 田畑光永☆        | 田畑光永☆        | 田畑光永☆        | 吉川美代子☆    | なし          | 森田正光1・2・3・5 | 浅野輔           | 浅野輔           | 木場弘子☆4  |
| 1988.10.3 | 1989.10.1 | 平本和生☆        | 平本和生☆        | 平本和生☆        | 平本和生☆        | 平本和生☆        | 三雲孝江☆3     | なし          | 森田正光1・2・3・5 | 浅野輔           | 浅野輔           | 木場弘子☆4  |
| 1989.10.2 | 1990.4.1  | 平本和生☆        | 平本和生☆        | 平本和生☆        | 平本和生☆        | 平本和生☆        | 三雲孝江☆3     | なし          | 森田正光1・2・3・5 | 吉川美代子☆2     | 吉川美代子☆2     | 戸崎貴広☆2  |
| - 1 『テレポートTBS6』お天気コーナーを兼務。 - 2 『JNNニュースの森』も続投。 - 3 15年後に始まった『イブニング・ファイブ』も担当。 - 4 1988年10月から『JNNスポーツチャンネル』を兼務。 - 5 20年後に始まった『Nスタ』も担当。 |           |                  |                  |                  |                  |                  |                |               |                    |                  |                  |             |

- ☆-出演当時TBSアナウンサー・記者

## 歴代のテーマ音楽・オープニング

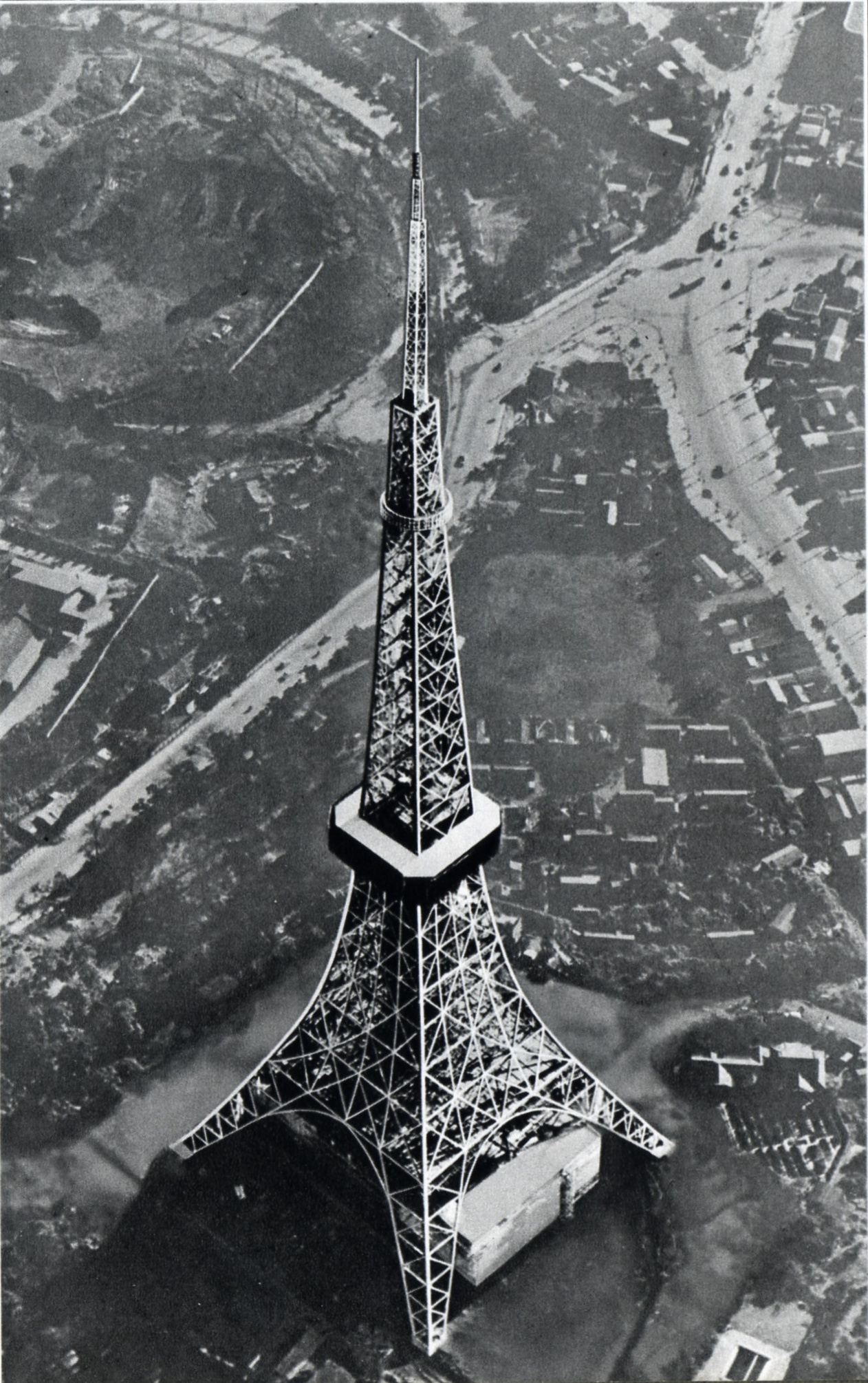
初代オープニング映像で映し出された東京タワー（1961年の写真）

これらの映像は、「TBS50年史」（東京放送編、2002年刊）の付属のDVDでも視聴することが出来る。
- 1962年10月 - 1964年3月 作曲：神津善行

東京タワーの空撮の映像をバックにタイトル画を表示していた。
- 1964年4月 - 1968年9月29日 作曲：小倉靖

この時期の一社スポンサーであった武田薬品工業のテーマ「♪タケダ…」の連呼を使用（タケダアワーと同じく大阪工場の空撮を使用）。
- 1968年9月30日（カラー放送開始日） - 1975年3月30日（ABCのJNN離脱日） 作曲：岩本晴彦

イントロにタイプライターの効果音が付いている曲。
- 1975年3月31日（MBSのJNN加盟日） - 1984年9月 作曲：中村八大

当初は曲・タイトルともJNN系ニュース番組に共通のオープニングテーマを使用。
1980年10月からはさらに曲はそのままにテロップアニメだけを変更した。
- 1984年10月 - 1990年3月 作曲：山内直樹

シンセサイザーや電子音を使っていた曲。テーマ曲のベースに流れる電子音はモールス信号の「JNN」（・－－－ －・ －・）をアレンジしたもの。
当時としては珍しいCGを用いたタイトル映像で、映像はJCGLが制作（『ザ・サスペンス』や『中村敦夫の地球発22時』といった同局系の番組のタイトルCGも同社が制作）。EDではサックスの音がバックで流れていた。

## 放送時間・時刻
JST（日本標準時）で表記。
| 時期      | 時期      | 月-金曜               | 土曜日                | 日曜日                |
| --------- | --------- | --------------------- | --------------------- | --------------------- |
| 1962.10.1 | 1965.3.27 | 18:30 - 18:50（20分） | 18:30 - 18:50（20分） | （放送なし）          |
| 1965.3.29 | 1973.3    | 18:30 - 18:50（20分） | 18:30 - 18:50（20分） | 17:30 - 17:50（20分） |
| 1973.4    | 1975.9    | 18:30 - 18:50（20分） | 18:30 - 18:50（20分） | 18:30 - 18:50（20分） |
| 1975.10   | 1982.4.3  | 18:30 - 18:55（25分） | 18:30 - 18:50（20分） | 18:30 - 18:50（20分） |
| 1982.4.4  | 1984.10.7 | 18:30 - 18:55（25分） | 18:30 - 18:50（20分） | 17:30 - 17:50（20分） |
| 1984.10.8 | 1987.10.4 | 18:30 - 19:20（50分） | 18:30 - 18:50（20分） | 17:30 - 17:50（20分） |
| 1987.10.5 | 1990.4.1  | 18:30 - 19:00（30分） | 18:30 - 18:50（20分） | 17:30 - 17:50（20分） |

## ネット局
略称・系列は終了時点のもの。特筆すべきものがない局は放送開始から終了まで。
| 放送対象地域   | 放送局                | 系列 | 備考 |
| -------------- | --------------------- | ---- | --- |
| 関東広域圏     | 東京放送（TBS）       | JNN  | 報道部制作・幹事局 |
| 北海道         | 北海道放送（HBC）     | JNN  | |
| 青森県         | 青森テレビ（ATV）     | JNN  | 1969年12月1日開局から 1975年3月30日までニュース系列は、ANNと同時加盟していたが、番販扱いでネット。                                                                                               |
| 岩手県         | 岩手放送（IBC）       | JNN  | |
| 山形県         | テレビユー山形（TUY） | JNN  | 1989年10月1日開局から |
| 宮城県         | 東北放送（TBC）       | JNN  | |
| 福島県         | 福島テレビ（FTV）     | JNN  | 1971年10月1日 から1983年3月31日まで。 1983年9月30日までは、TBSとフジテレビとのクロスネット局。 現在は、フジテレビ系列（FNN）。                                                                   |
| 福島県         | テレビユー福島（TUF） | JNN  | 1983年12月4日開局から |
| 新潟県         | 新潟放送（BSN）       | JNN  | |
| 長野県         | 信越放送（SBC）       | JNN  | |
| 石川県         | 北陸放送（MRO）       | JNN  | |
| 山梨県         | テレビ山梨（UTY）     | JNN  | 1970年4月1日開局から |
| 静岡県         | 静岡放送（SBS）       | JNN  | [ 注 27 ] |
| 中京広域圏     | 中部日本放送（CBC）   | JNN  | |
| 近畿広域圏     | 朝日放送（ABC）       | JNN  | 1975年3月30日まで 現在は、テレビ朝日系列（ANN）。 |
| 近畿広域圏     | 毎日放送（MBS）       | JNN  | 1975年3月31日から |
| 島根県・鳥取県 | 山陰放送（BSS）       | JNN  | |
| 岡山県・香川県 | 山陽放送（RSK）       | JNN  | |
| 広島県         | 中国放送（RCC）       | JNN  | |
| 高知県         | テレビ高知（KUTV）    | JNN  | 1970年4月1日の開局から |
| 山口県         | テレビ山口（TYS）     | JNN  | 1970年4月1日の開局から FNSとのクロスネット時代は、本番組が19:20までだった時期の火曜日に、フジテレビが『火曜ワイドスペシャル』を19:00開始とした際に、同番組を優先するため飛び降りることがあった。 |
| 福岡県         | RKB毎日放送（RKB）    | JNN  | [ 注 31 ] |
| 長崎県         | 長崎放送（NBC）       | JNN  | |
| 熊本県         | 熊本放送（RKK）       | JNN  | [ 注 32 ] |
| 大分県         | 大分放送（OBS）       | JNN  | |
| 宮崎県         | 宮崎放送（MRT）       | JNN  | |
| 鹿児島県       | 南日本放送（MBC）     | JNN  | [ 注 33 ] |
| 沖縄県         | 琉球放送（RBC）       | JNN  | 1964年9月1日、マイクロ回線の開通に伴いネット開始。 |

## 備考
- 1990年3月30日の平日版最終回のエンディングでは、1962年10月1日の第1回放送のオープニングの一部、歴代キャスターの取材映像などが放送された。最後に『ニュースの森』初代メインキャスターの荒川強啓と久和ひとみ、初代スポーツキャスターの佐古忠彦が登場し意気込みを述べ、平本が「頑張ってください」とエールを送った。
- 田がキャスターとして起用が決まったのは、放送開始の2週間前。この時戸川はすんなり決定していたがあと1名の出演者選びが難航し、日本テレビで科学番組にも出演経験がある田へオファーをかけた。
- 1984年10月に放送時間が50分間に拡大し、民放では初となるニュース番組の19時台進出を行った。
  - 1987年9月をもって19時台からは撤退しているが、2009年4月には『総力報道!THE NEWS』を開始させ、21年半ぶりに19時台のニュース番組を編成した（2010年3月終了）。
  - 民放での19時台のニュース番組は他にもANN系列の『ニュースシャトル』（1987年10月～1989年3月）があったほか、NNN系列で放送されていた『NNNニュースプラス1』も企画段階で19時30分までの放送を計画していた。
- 1985年8月12日の日本航空123便墜落事故の翌13日、生存者救出映像をFNN系（『FNNニュースレポート11:30』）に続きこの番組中に放送した。FNNが昼のニュースで放映することができたのに対しJNNで放映するのに6時間以上遅れたのは、撮影クルーが墜落現場に中継用の機材を（単純に重いから）持ってあがらない判断をしたためと後の『報道30時間テレビ』で説明している。
- 1989年1月7日は昭和天皇崩御の関連報道のため、18:30から20:00まで放送された。この日は土曜日であったが、平日版キャスターの平本・三雲が番組を担当すると共に、昭和天皇崩御関連以外のニュース2本と気象情報（こちらも平日版担当の森田(当時は日本気象協会所属)が出演）も伝えられた[15]。
- さらに1980年代中期（田畑・吉川時代）には開始1時間半前の17時（ドラマ再放送枠の開始前）に『テレポートTBS6』のキャスターと交替で報道局内のカメラからその日の両番組の予告を毎日生放送していた（関東地方のみ）。